# Sant Bernadí de Siena predicant davant d'Alfons V d'Aragó
Sant Bernadí de Siena predicant davant d'Alfons V d'Aragó és una pintura realitzat per Francisco de Goya per a la basílica de San Francisco el Grande de Madrid, a la dècada de 1780. Es considera que és l'obra religiosa més reeixida de Goya, junt al Crist crucificat, efectuada en aquesta mateixa època.
Goya era un reputat pintor de cartons per a tapissos, però la crisi de Gibraltar, produïda a l'inici del decenni, ocasiona que l'aragonès es traslladi a obres d'índole més privada. L'aragonès crea una magnífica visió de si mateix en aquest quadre, en autoretratar-se al jove de l'extrem dret.
No s'ha dilucidat si Goya va voler representar al monarca aragonès Alfons el Magnànim o a Renat I. L'artista va emprendre aquesta obra per tal de guanyar-se el favor del rei Carles III, emmotllant els seus gusts a la tècnica imperant. Goya per fi pot vèncer els pintors que es disputaven l'encàrrec del rei i veu satisfet el seu anhel.